# Municipio de Cass (condado de Hamilton)
El municipio de Cass (en inglés: Cass Township) es un municipio ubicado en el condado de Hamilton en el estado estadounidense de Iowa. En el año 2010 tenía una población de 359 habitantes y una densidad poblacional de 4,15 personas por km².

## Geografía
El municipio de Cass se encuentra ubicado en las coordenadas 42°30′58″N 93°48′10″O / 42.51611, -93.80278. Según la Oficina del Censo de los Estados Unidos, el municipio tiene una superficie total de 86.59 km², de la cual 86,53 km² corresponden a tierra firme y (0,07 %) 0,06 km² es agua.

## Demografía
Según el censo de 2010, había 359 personas residiendo en el municipio de Cass. La densidad de población era de 4,15 hab./km². De los 359 habitantes, el municipio de Cass estaba compuesto por el 98,61 % blancos, el 0,84 % eran afroamericanos, el 0,56 % eran amerindios. Del total de la población el 0 % eran hispanos o latinos de cualquier raza.